# Stanley Christodoulou
Stanley Christodoulou (griego: Στάνλυ Χριστοδούλου, Johannesburgo, 31 de enero de 1946) es un árbitro de boxeo sudafricano de ascendencia grecochipriota. 

## Trayectoria
Comenzó arbitrando en 1963 en su país, y a nivel interncional a Romeo Anaya y Arnold Taylor  (peso gallo) en 1973.
Lo incluyeron en el Salón Internacional de la Fama del Boxeo de Canastota (Nueva York el 13 de junio de 2004.
Es miembro de la Asociación Mundial de Boxeo que lo eligió “árbitro del año” en 1980.